# Gümüşhacıköy (district)
Gümüşhacıköy is een Turks district in de provincie Amasya en telt 25.632 inwoners (2007). Het district heeft een oppervlakte van 654,3 km². Hoofdplaats is Gümüşhacıköy.
De bevolkingsontwikkeling van het district is weergegeven in onderstaande tabel.
| 1997   | 2000   | 2007   |
| ------ | ------ | ------ |
| 31.239 | 29.795 | 25.632 |